# Киотрофин
Киотрофин (L-тирозил-L-аргинин) — нейроактивный дипептид, участвующий в регуляции боли мозгом. Он был впервые изолирован в бычьем мозге японскими учёными в 1979 году. Киотрофин назвали в честь места его открытия — Киото и потому, что по своему обезболивающему действию он напоминал морфин. Киотрофин имеет обезболивающее действие, но он не влияет на опиоидные рецепторы. Его действие основано на выделении эндорфина и защите его от распада. Он также имеет свойства нейротрансмиттера/нейромодулятора. Было показано, что киотрофин содержится в цереброспинальной жидкости человека, причём у пациентов, страдающих от постоянной боли, его содержание ниже.